# Ernest E. Wood
Ernest Edward Wood (* 24. August 1875 in Chico, Kalifornien; † 10. Januar 1952 in Los Angeles, Kalifornien) war ein US-amerikanischer Politiker. In den Jahren 1905 und 1906 vertrat er den Bundesstaat Missouri im US-Repräsentantenhaus.

## Werdegang
Ernest Wood besuchte die öffentlichen Schulen seiner Heimat einschließlich der Stockton High School, die er im Jahr 1892 absolvierte. Anschließend studierte er zwei Jahre lang an der US-Militärakademie in West Point. Nach einem Jurastudium und seiner 1898 erfolgten Zulassung als Rechtsanwalt begann er in St. Louis in diesem Beruf zu arbeiten.
Politisch war Wood Mitglied der Demokratischen Partei. Bei den Kongresswahlen des Jahres 1904 wurde er im zwölften Wahlbezirk von Missouri in das US-Repräsentantenhaus in Washington, D.C. gewählt, wo er am 4. März 1905 die Nachfolge von James Joseph Butler antrat. Der unterlegene Kandidat Harry Marcy Coudrey legte gegen den Ausgang der Wahl Widerspruch ein. Als diesem stattgegeben wurde, musste Wood sein Mandat am 23. Juni 1906 an Coudrey abtreten. Nach seinem Ausscheiden aus dem US-Repräsentantenhaus zog Wood nach Los Angeles, wo er als Anwalt praktizierte. Dort ist er am 10. Januar 1952 auch verstorben.